# Elektriska trädgården
Elektriska trädgården var ett musikprogram som sändes i Sveriges Television varannan tisdag i början av 1983, med Bill Öhrström som programledare.
|   | Datum            | Artister                  |
| - | ---------------- | ------------------------- |
| 1 | 25 januari 1983  | Tant Strul och Lolita Pop |
| 2 | 8 februari 1983  | Shine                     |
| 3 | 22 februari 1983 | Alien Beat och MaMas Barn |
| 4 | 8 mars 1983      | Dag Vag                   |
| 5 | 22 mars 1983     | Take Away och Rost        |